# Campionato degli affiliati 2007
Il campionato degli affiliati 2007 italiano di tennis ha visto trionfare per la seconda volta consecutiva tra gli uomini il Capri Sports Academy e tra le donne il TC Viterbo.

## Serie A1 2007 maschile

### Girone 1
- Geovillage SC
- Ata Battisti Trentino
- Canottieri Aniene
- ST Bassano ASD
- Castellazzo TC
- CCSA Arese
- TC Bergamo ASD

### Girone 2
- TC Sarnico
- Capri Sports Academy
- Torres Tennis Sassari
- Tennis Club Alba S.p.A.
- Empire SSD
- CT Firenze
- TC Parioli

### Finale
| Vincitore            | Risultato         | Finalista        |
| -------------------- | ----------------- | ---------------- |
| Capri Sports Academy | 4-2               | Tennis Club Alba |
| Sanguinetti          | 4-6 7–6(8) 1-6    | Vagnozzi         |
| Galimberti           | 6-3 6-4           | Vico             |
| Starace              | 7–6(5) 1-6 4-6    | Seppi            |
| Gicquel              | 6-3 6-3           | Okun             |
| Gicquel/Sanguinetti  | 6-3 6(5)–7 7–6(4) | Ianni/Okun       |
| Galimberti/Starace   | 6-4 6(5)–7 6-3    | Seppi/Vagnozzi   |

### Verdetti
- Capri Sports Academy campione d'Italia

## Serie A1 2007 femminile
- Tennis Club Prato
- TC Parioli
- CT Pisticci
- CT Albinea
- CA Faenza
- TC Cagliari
- CT Viterbo

### Verdetti
- CT Viterbo campione d'Italia